# 1917 (film)
1917  er en britisk krigsfilm fra 2019 instrueret af Sam Mendes. Filmen vandt to Golden Globes.

## Medvirkende
- Andrew Scott som Leslie
- Benedict Cumberbatch som MacKenzie
- Richard Madden som Løjtnant Blake
- Dean-Charles Chapman som Blake
- George MacKay som Schofield
- Colin Firth som Erinmore

## Priser
| Ceremoni      | Pris                | Modtager      | Resultat  |
| ------------- | ------------------- | ------------- | --------- |
| Golden Globes | Bedste Film - Drama | Sam Mendes    | Vundet    |
| Golden Globes | Bedste Instruktør   | Sam Mendes    | Vundet    |
| Golden Globes | Bedste Musik        | Thomas Newman | Nomineret |